# Wolfgang Graeser
Wolfgang Graeser (né le 7 septembre 1906 à Zurich - † 13 juin 1928 à Berlin) est un violoniste suisse-allemand, musicologue et mathématicien. Wolfgang Graeser était à son époque considéré comme une sommité européenne de l'analyse musicale. Les recherches qu'il a entreprises sur les symétries de l'Art de la fugue de Jean-Sébastien Bach ont été poursuivies au-delà de sa mort jusqu'à l'époque présente.

## Famille
Les parents de Wolfgang Graeser étaient Carl Graeser, qui était à la tête de 1894-1917 de l'hôpital germano-suisse à Naples, et Lily Graeser née Obenaus, qui était née allemande à Naples et avait étudié le violon au Conservatoire de Leipzig. En outre Wolgang avait un frère nommé Hans Graeser. Sa mère, Lily Graeser avait, après son mariage arrêté sa carrière artistique mais elle a encouragé le jeune Wolfgang à s'intéresser au domaine des arts. Ainsi, il avait à un âge très précoce été en contact avec la musique.

## Jeunesse et études
À dix ans, Wolfgang Graeser a appris à jouer du violon. À dix ans également, il a commencé à peindre. En 1919, certaines de ses œuvres ont été présentées dans une exposition à Munich. En 1917, il a fréquenté l'école germano-suisse de Naples et en 1921, le Theresa Gymnase à Munich. À Berlin, il a obtenu en 1923 âgé de 17 ans le baccalauréat et a commencé ses études dans les domaines de la musique, des mathématiques, de la physique et des langues orientales (chinois, sanskrit, persan, arabe).

## Wolfgang Graeser et l'Art de la fugue
Par chance, Wolfgang Graeser a rencontré l'Art de la fugue chez un bouquiniste (probablement en 1922 ou 1923). Il ne devait plus abandonner cette œuvre jusqu'à sa mort. Wolfgang Graeser a probablement dès ses débuts à l'école de Berlin commencé à travailler sur une version orchestrale de l'Art de la Fugue. La Neue Bachgesellschaft a publié cette version dans leur Bach-Jahrbuch de 1924. En 1927 la version de l'Art de la fugue de Graeser a été créée par Karl Straube en l'église Saint-Thomas de Leipzig. Wolfgang Graeser avait donc atteint le sommet de sa gloire.
Wolfgang Graeser a subi deux graves dépressions nerveuses, s'est mis à douter de lui et s'est suicidé à l'âge de 21 ans.

## Publication
- Johann Sebastian Bach : [BWV 1080] Die Kunst der Fuge. Nach der Neuordnung von Wolfgang Graeser für zwei Klaviere gesetzt von Erich Schwebsch. [2. Ausgabe], Wolfenbüttel, Möseler 1950.

## Source de traduction
- (de) Cet article est partiellement ou en totalité issu de l’article de Wikipédia en allemand intitulé « Wolfgang Graeser » (voir la liste des auteurs).